# 鈴木良一 (警察官僚)
鈴木 良一（すずき りょういち、1932年〈昭和7年〉9月 - ）は、日本の警察官僚。第14代警察庁長官。

## 来歴
東京都出身。私立芝中学校・高等学校を経て、1956年東京大学法学部卒業後、警察庁入庁。 同期入庁に三島健二郎、宮脇磊介、大高時男、飯泉政雄などがいる。警察庁刑事局保安部長、警察庁長官官房長、大阪府警察本部長、警察庁次長などを歴任し、平成2年（1990年）12月7日、警察庁長官に就任。湾岸危機対策室を設置したほか、雲仙普賢岳の噴火に際して陣頭指揮にあたった。また、ライフワークとしての暴力団排除に力を注ぎ、「暴力団員による不当な行為の防止等に関する法律」の公布、コカイン情報センターの設置などを強いリーダーシップで推し進めた。交通分野においては、オートマチック限定免許の導入に踏み切ったほか、交通事故総合分析センターを設置した。退任後、警察共済組合理事長、全国防犯協会連合会理事長などの要職を歴任。勲二等に序せられた。